# Sikorsky S-49
Le Sikorsky S-49 est un hélicoptère léger américain conçu et réalisé dans les années 1940 pour les besoins militaires. Il fut parmi les premières machines de ce type construites en série. Il est également connu comme Sikorsky R-6.

## Historique

### Développement

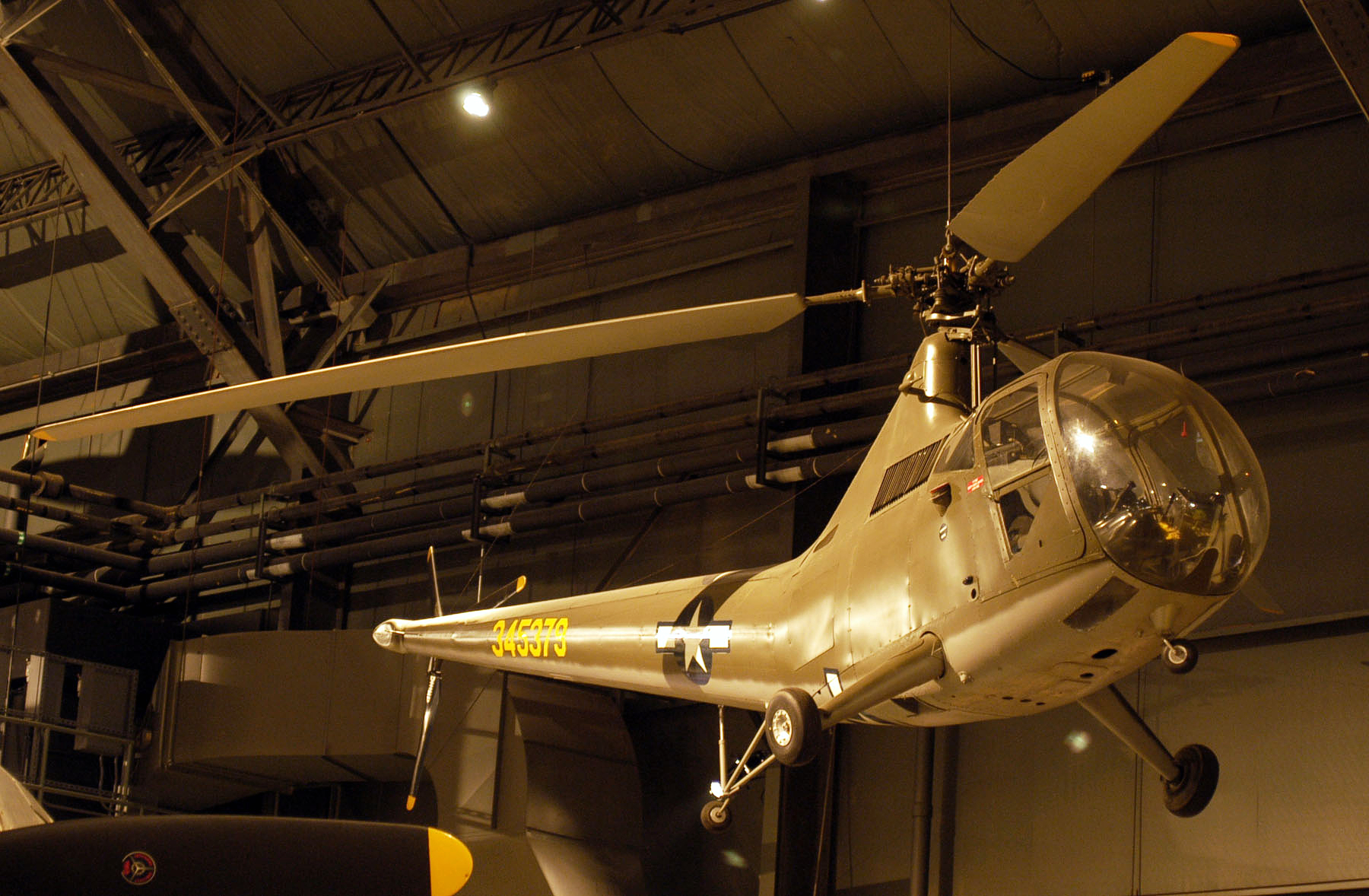
Vue de l'architecture générale de l'hélicoptère.

À la suite du succès du S-47 la firme Sikorsky décida de développer une version allégée mais modernisée pour le travail aérien d'un équipage de seulement deux membres. Sa conception fut initiée en mars 1943, et le premier prototype, désigné XR-6 par les militaires sortit des ateliers en octobre de la même année.
De conception simple, le nouvel hélicoptère se présentait sous la forme d'un monomoteur mû par un moteur à pistons Franklin 0-405-9 d'une puissance unitaire de 235 chevaux et entraînant un rotor principal tripale. Le cockpit biplace côte-à-côte, doté d'une large verrière, accueillait un pilote et un observateur ou un passager. Son train d'atterrissage était du type tricycle fixe, mais disposait d'une balancine sous la poutre de queue. La structure générale de l'aéronef faisait appel à une fabrication en métal.
Le prototype réalisa son vol inaugural le 15 octobre 1943.
Cinq nouveaux prototypes furent commandés par l'US Army Air Force et l'US Navy, sous les désignations respectives de XR-6A pour les quatre premiers et XHOS-1 pour le dernier. 
L'un de ces appareils s'illustra le 2 mars 1944 lors d'un vol de démonstration entre Washington DC et Dayton dans l'Ohio, survolant notamment les monts Allegheny. Ce raid d'environ sept cents kilomètres se fit en moins de cinq heures, établissant alors le record du monde de distance parcouru par un hélicoptère. Le pilote était un militaire, le colonel Frank Gregory.
Afin d'alléger la charge industrielle de Sikorsky une licence de production du R-6 fut confiée à Nash-Kelvinator Corporation, une société déjà sous-traitante de Pratt & Whitney et de Boeing. Nash-Kelvinator produisit 26 appareils de présérie YR-6A et la majorité des appareils de série.
Certains HOS-1 furent construits avec un atterrisseur à flotteurs permettant les amerrissages.
Au Royaume-Uni Westland produisit également des S-49 sous licence, pour les besoins militaires américains.

### En service

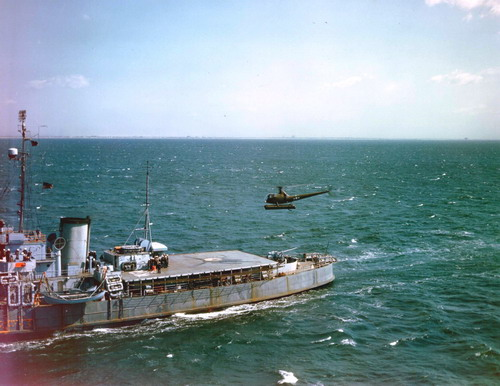
HOS-1G de l'US Coast Guard à l'appontage.

#### Durant la Seconde Guerre mondiale
Le Sikorsky R-6 fut un des rares hélicoptères à connaître la Seconde Guerre mondiale puisque trois d'entre eux participèrent en Chine le 27 mai 1945 au sauvetage de l'équipage d'un avion de transport Curtiss C-46 dans la vallée du fleuve Rouge.
Cependant la fin de la guerre obligea le contrat de 900 hélicoptères de série à être ramené à 219 exemplaires seulement, YR-6 compris.

#### Après-guerre
Dans l'immédiat après-guerre le Sikorsky S-49 fut utilisé aux États-Unis par l'US Army Air Force (puis dès 1947 par l'US Air Force) et l'US Navy, mais également par l'US Coast Guard qui lui attribua la désignation de HOS-1G. Toutefois cet hélicoptère ne réussit jamais à clairement imprimer sa marque auprès des forces américaines, et il fut finalement retiré du service aux États-Unis en mai 1949.
Au Royaume-Uni la Royal Air Force et la Fleet Air Arm en firent également un usage réduit jusqu'en 1951, le baptisant Hoverfly II.
Plusieurs appareils démilitarisés furent revendus aux États-Unis sur le marché civil.

### Utilisateurs
- États-Unis

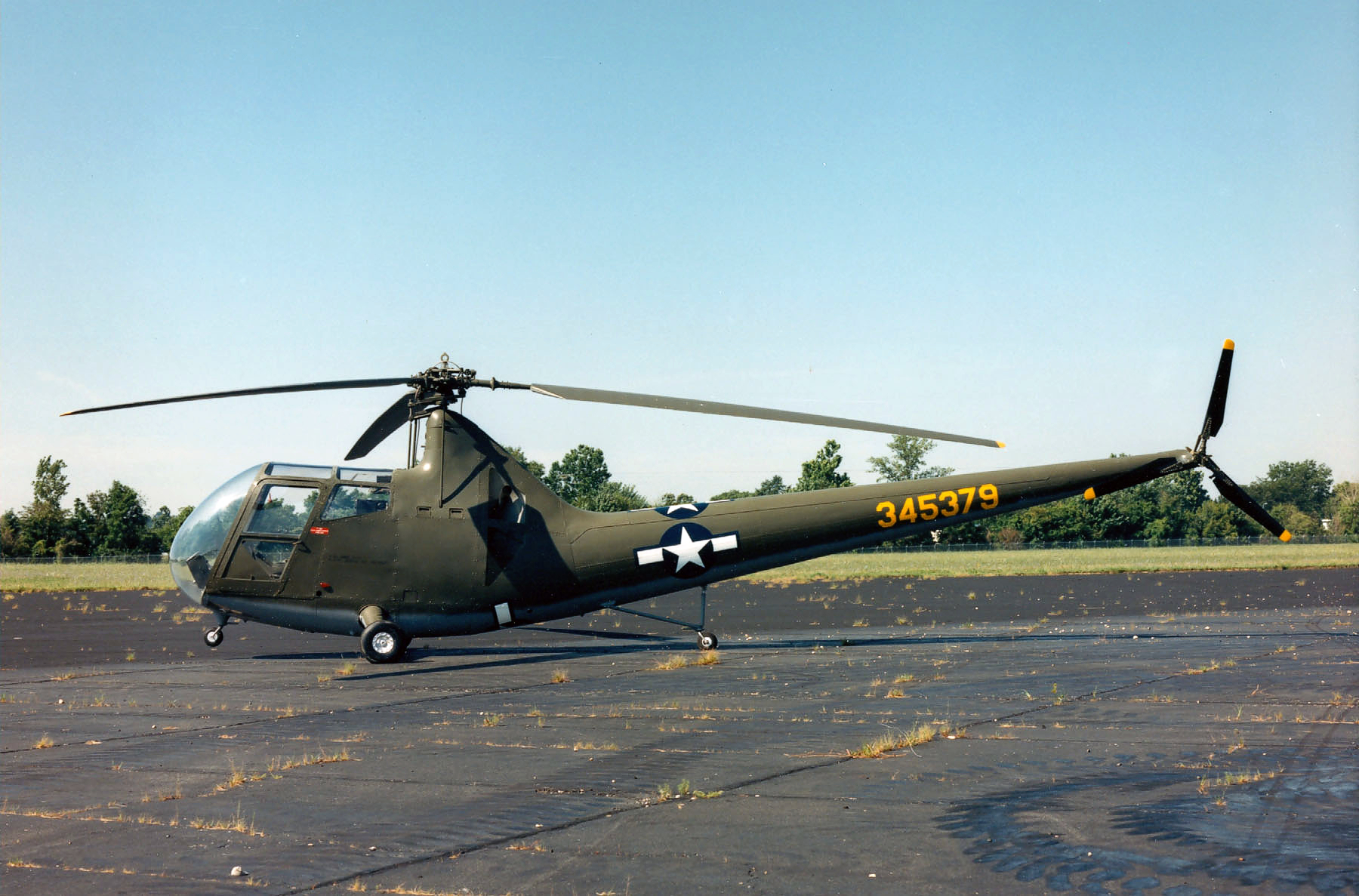
Sikorsky R-6A.

  - US Army Air Force, puis US Air Force : Sikorsky YR-6, R-6, R-6A.
  - US Navy : Sikorsky YR-6, HOS-1.
  - US Coast Guard : Sikorsky HOS-1G.
- Royaume-Uni
  - Fleet Air Arm : Westland Hoverfly II.
  - Royal Air Force : Westland Hoverfly II.

## Versions

### Désignation du constructeur
Sikorsky désigne cet hélicoptère comme S-49.

### Désignations par l'aviation militaire américaine
L'US Army Air Force désignait cet appareil comme :
- XR-6 pour le premier prototype.
- XR-6A pour les quatre prototypes suivants.
- R-6 pour les appareils de série initiale construits par Sikorsky.
- R-6A pour les appareils de série initiale construits par Nash-Kelvinator.

### Désignations par les marins et garde-côtes américains
L'US Navy et l'US Coast Guard désignaient cet appareils comme :
- XHOS-1 pour le premier prototype, équivalent au XR-6A.
- HOS-1 pour les appareils de série initiale construits mis en service par l'US Navy.
- HOS-1G pour les appareils de série initiale construits mis en service par l'US Coast Guard.

### Désignation britanniques
La Royal Air Force et la Fleet Air Arm ont désigné Hoverfly II leurs appareils.

### Hélicoptères similaires
- Bell 47
- Hiller UH-12

### Sources externes
- Le S-49 sur le site historique de Sikorsky